# L'Estréchure
L'Estréchure é uma comuna francesa na região administrativa de Occitânia, no departamento de Gard. Estende-se por uma área de 19,34 km². Em 2010 a comuna tinha 164 habitantes (densidade: 8,5 hab./km²).